# Rantoul, Illinois
Rantoul là một làng thuộc quận Champaign, tiểu bang Illinois, Hoa Kỳ. Năm 2010, dân số của làng này là 12941 người.

## Dân số
Dân số qua các năm:
- Năm 2000: 12857 người.
- Năm 2010: 12941 người.